# 開元寺 (泉州市)
開元寺（かいげんじ）は、中華人民共和国福建省泉州市鯉城区にある仏教寺院。

## 歴史
唐の垂拱2年（686年）、地主出身の黄守恭により創建された。当時は蓮花寺と称した。長寿元年（692年）に「興教寺」と改称。神龍元年（705年）に「龍興寺」と改称。開元26年（738年）、玄宗により「開元寺」の名を賜った。乾寧4年（897年）、王審邽（王審知の兄）は寺院を再建した。
南宋の紹興25年（1155年）、寺が破損した。
元の至正17年（1357年）、寺が破損した。
明の洪武22年（1389年）、恵遠は寺院を再建した。永楽6年（1408年）、寺院が規模を拡大する。万暦22年（1594年）に寺院を重修した。崇禎10年（1637年）、鄭芝龍は大雄宝殿（本堂）を再建した。
1982年2月24日、中華人民共和国国務院は仏寺を全国重点文物保護単位に認定した。1983年、中華人民共和国国務院は仏寺を漢族地区仏教全国重点寺院に認定した。2021年7月25日、福建省福州市で開かれている国連教育科学文化機関（ユネスコ）の第44回世界遺産委員会会議は、「泉州：宋元中国の海洋商業貿易センター」の世界遺産登録を決定した。

## 伽藍
天王殿、大雄宝殿、蔵経閣、鎮国塔、仁寿塔、甘露戒壇、弘一法師紀念館

## ギャラリー

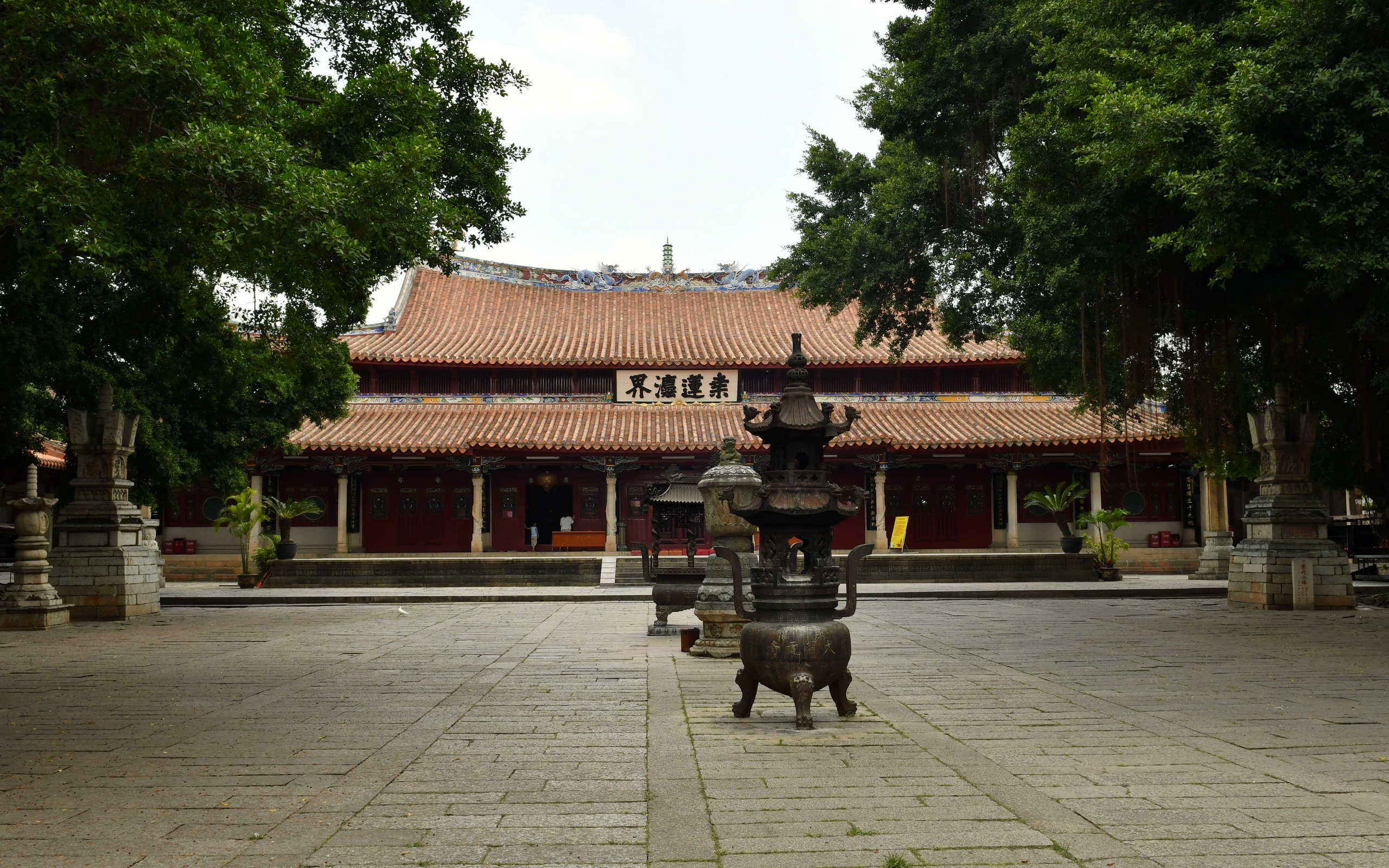
大雄宝殿
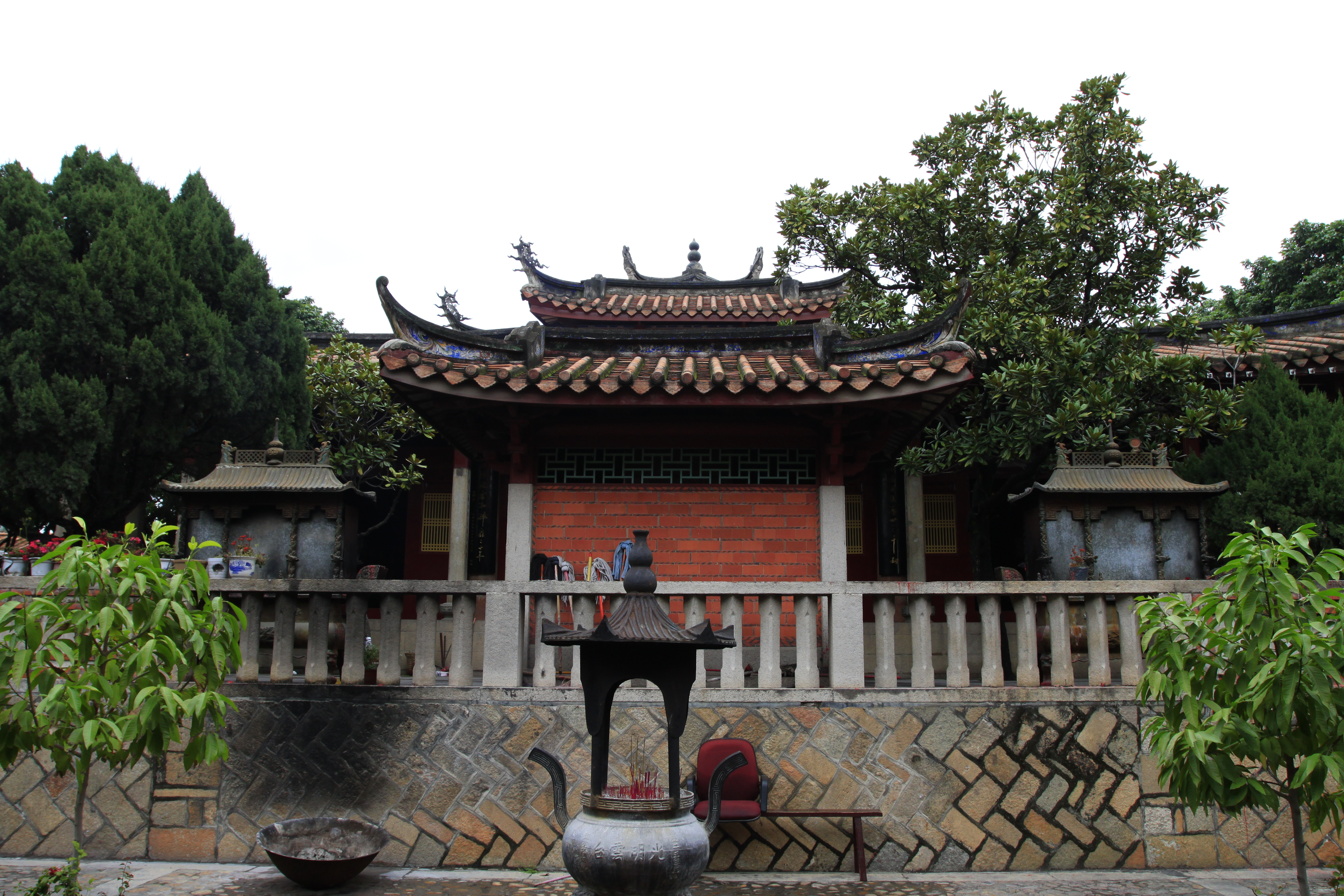
甘露戒壇
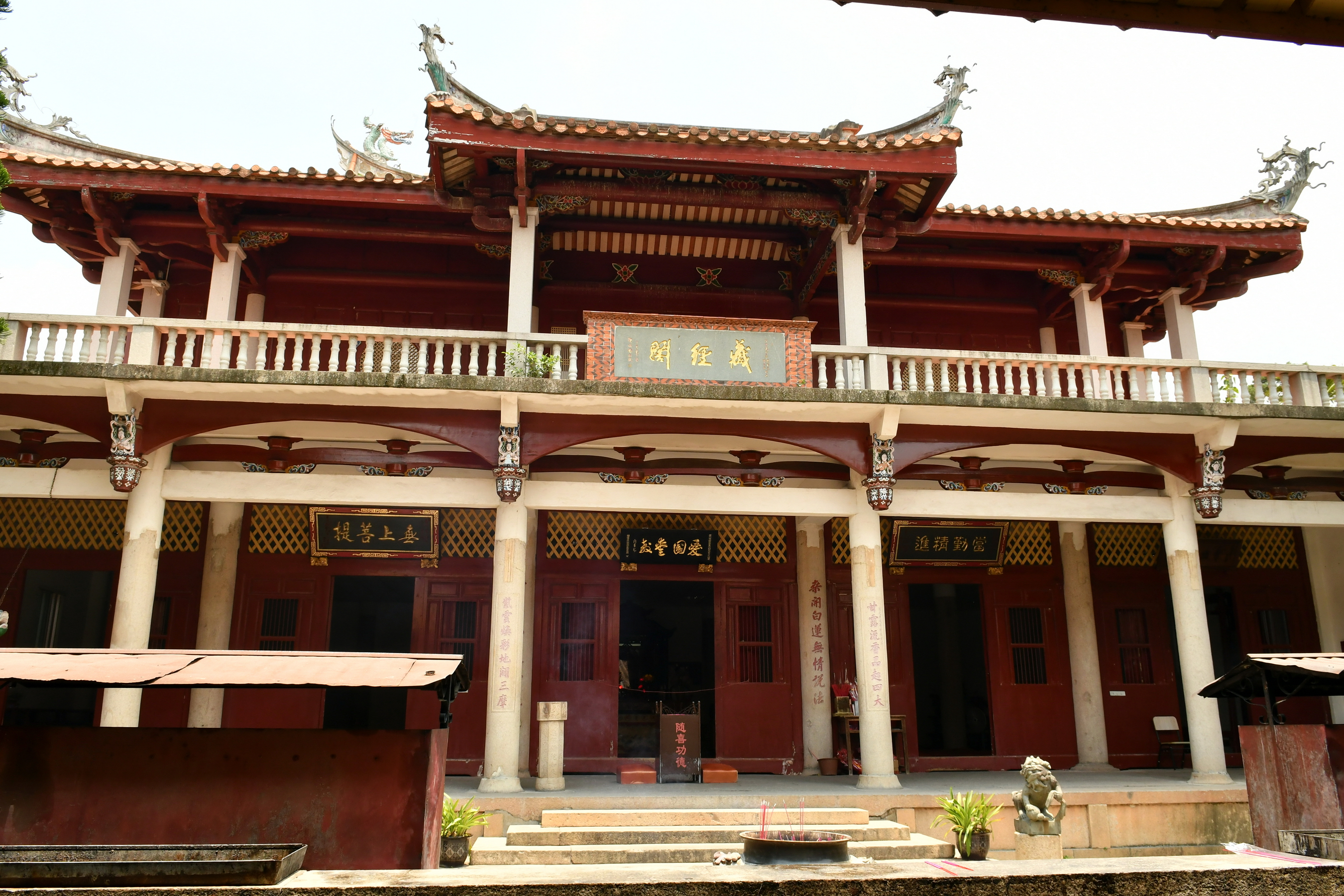
蔵経閣
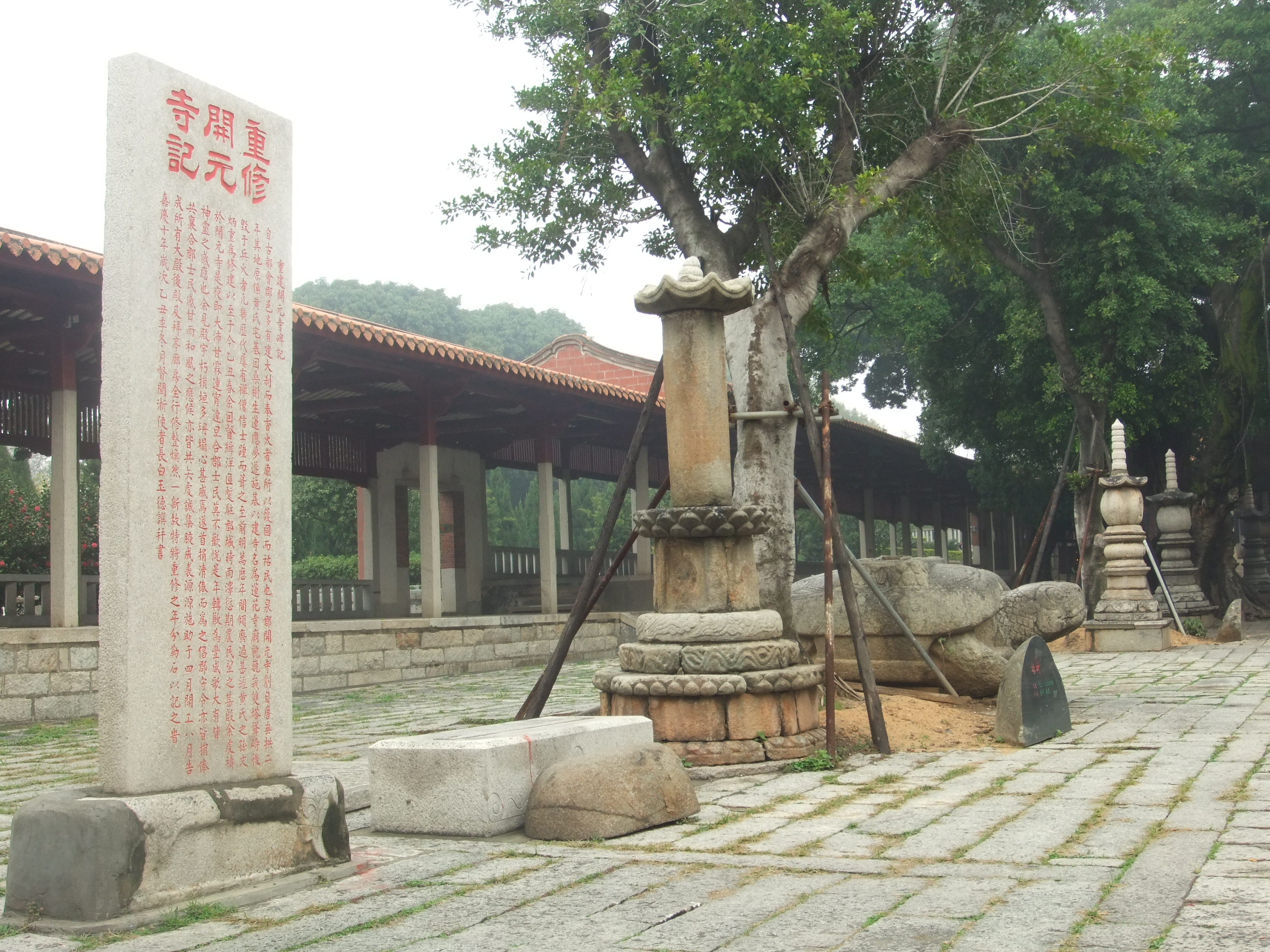
石碑
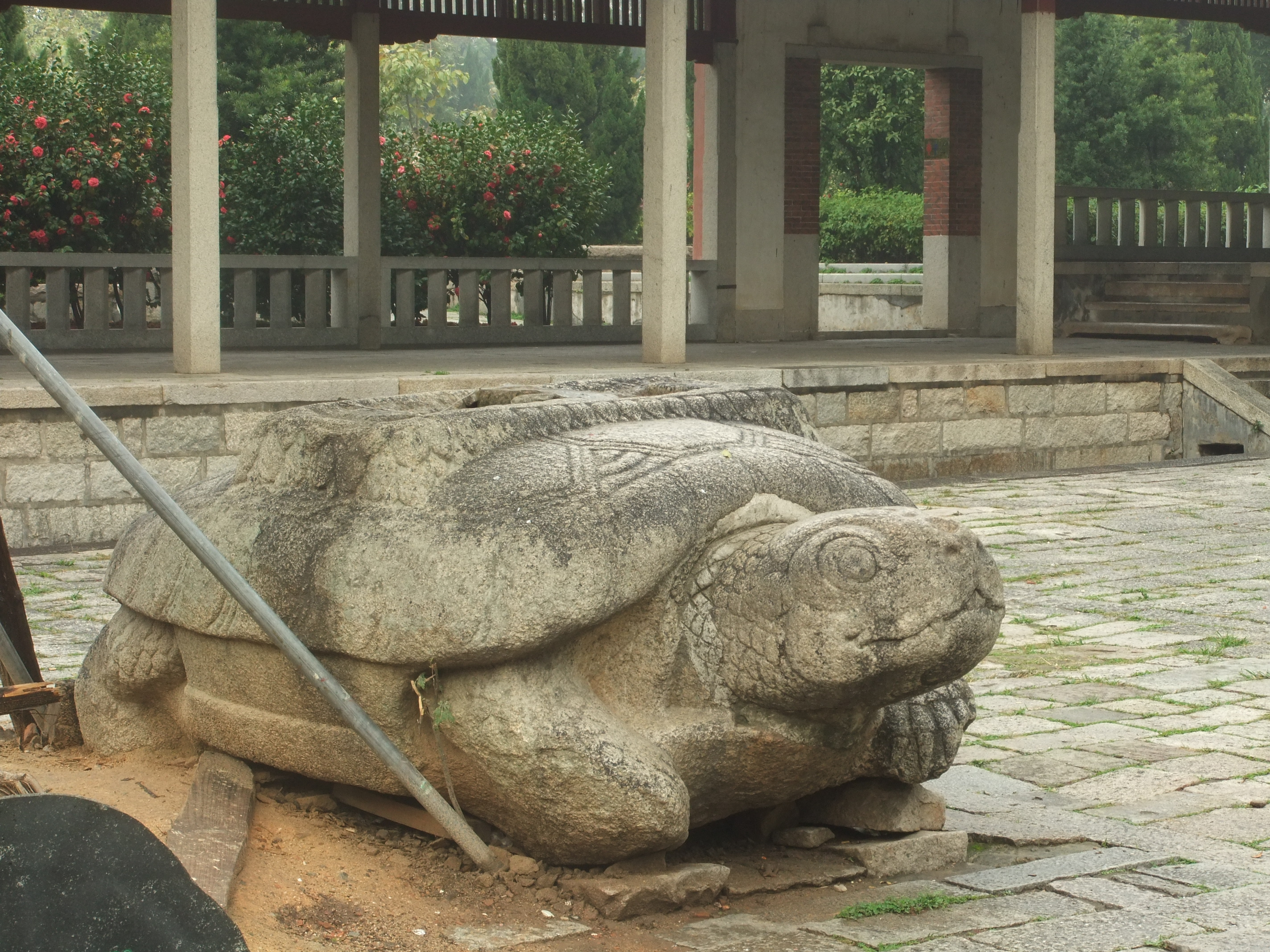
贔屓
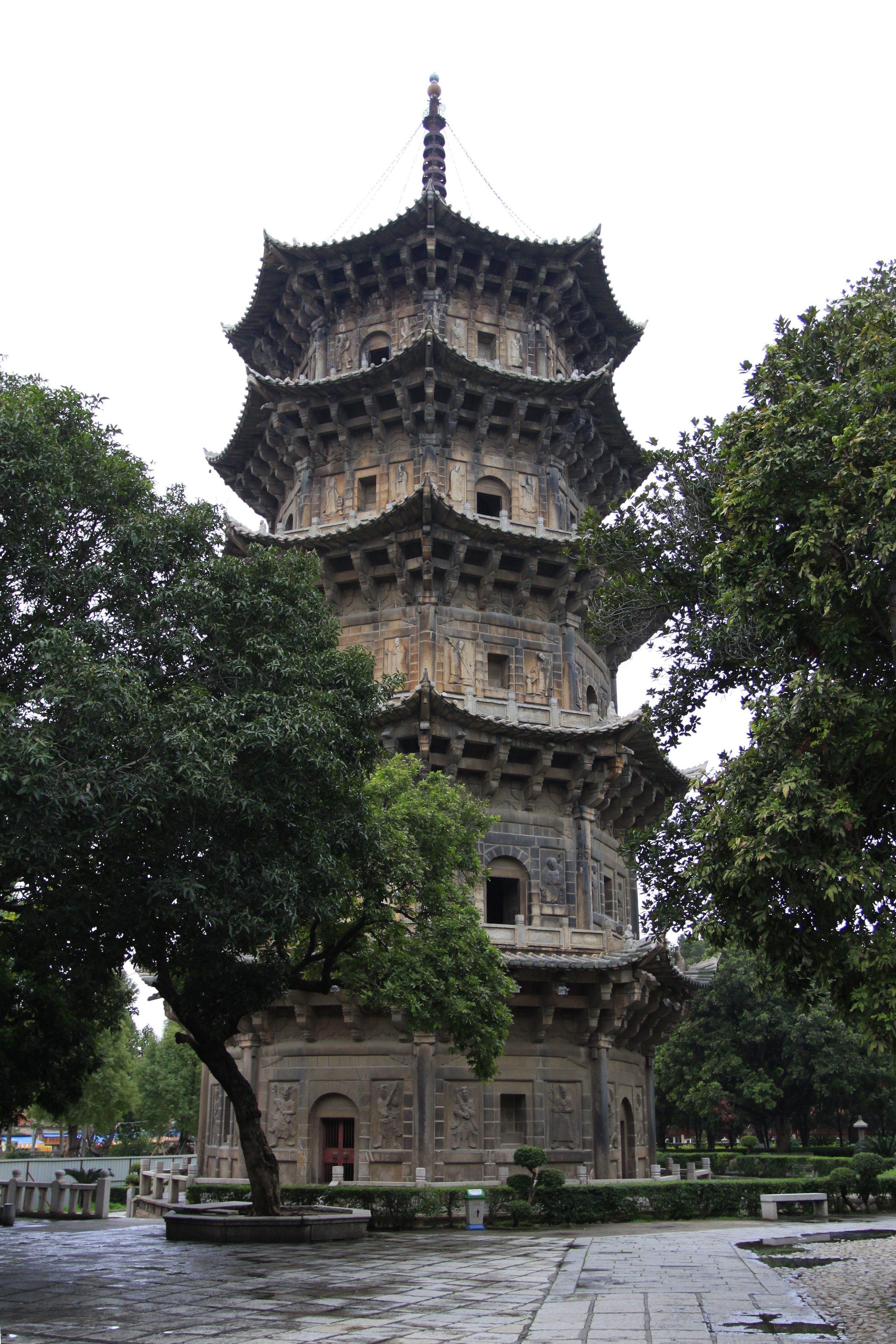
鎮国塔
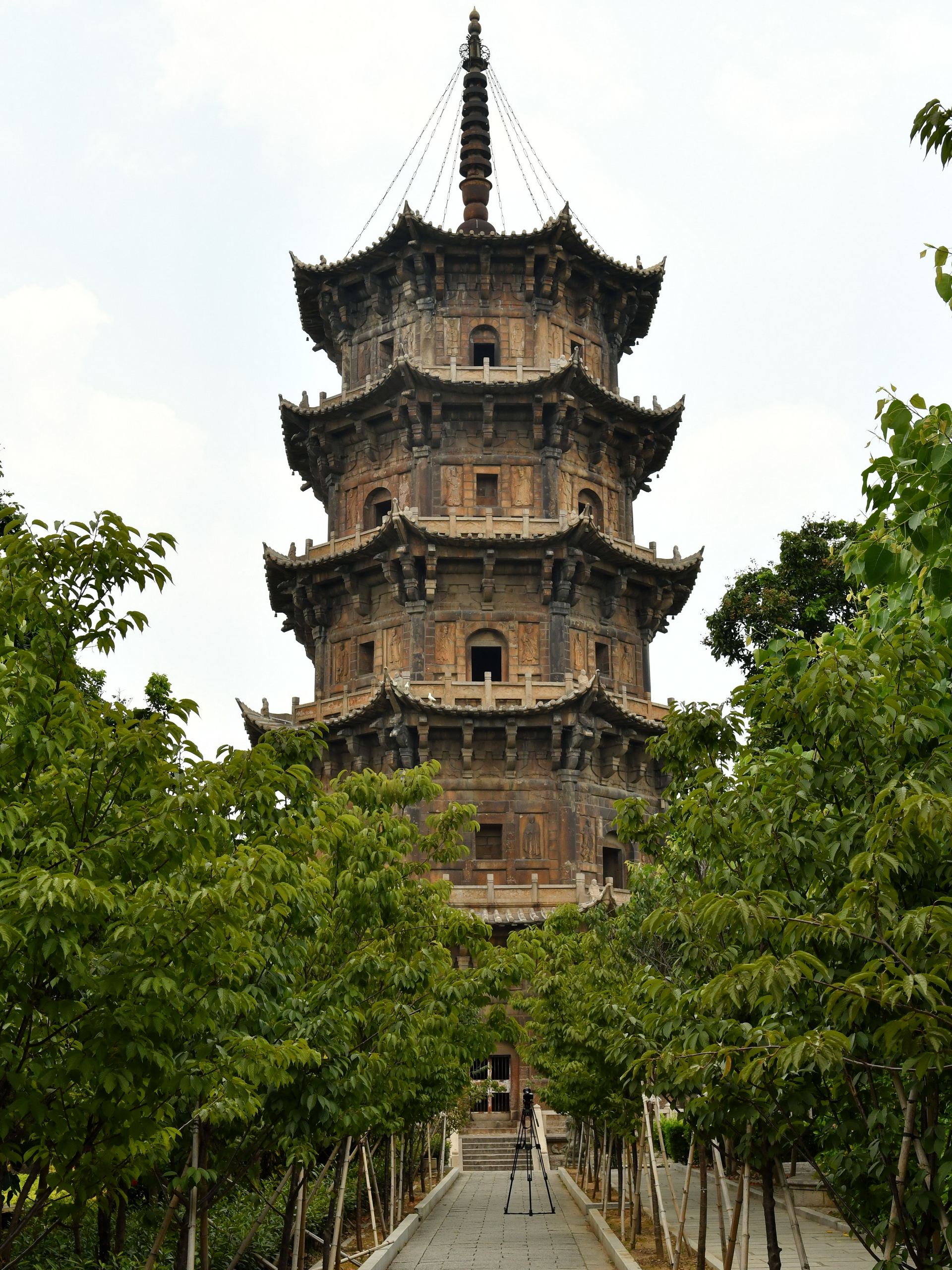
仁寿塔